# Борисоглебский монастырь (Торжок)
Новото́ржский Борисогле́бский монасты́рь — мужской монастырь Тверской епархии Русской православной церкви, расположенный в городе Торжке Тверской области. Монастырь, созданный ранее Киево-Печерской лавры, называют «одним из древних, а может быть, и самым древним» из-за отсутствия письменных свидетельств о более ранних обителях.

## Предание
Монастырь «не имеет клочка писанной истории вплоть до XVI века, и списки настоятелей открываются ставленниками Грозного». Из житийной литературы XVII века следует, что монастырь основал в 1038 году боярин венгерского происхождения Ефрем, бывший конюшим киевского князя Владимира I Святославича. Причиной, подвигшей боярина к основанию монастыря, было убийство Святополком Бориса и Глеба, после которого он решил удалиться от светской жизни и заложить монастырь на берегу реки Тверцы.
Изначально боярин Ефрем якобы основал обитель на возвышенности у реки, а в 1038 году был построен храм, получивший название Борисоглебского, в честь Бориса и Глеба, и давший название всему монастырю.

## История

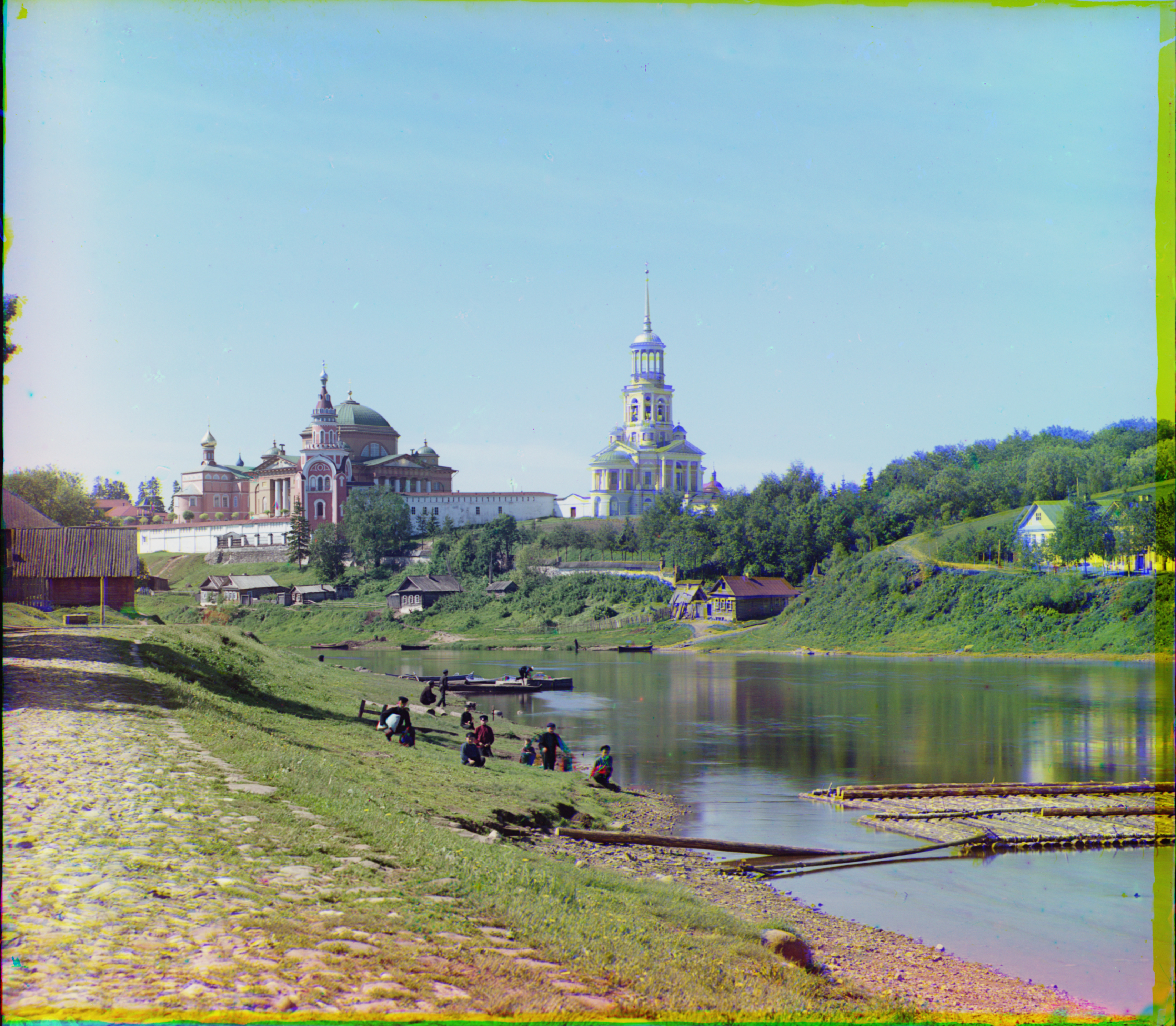
Торжок. Вид на монастырь с реки. 1910. Фотография С. М. Прокудина-Горского.

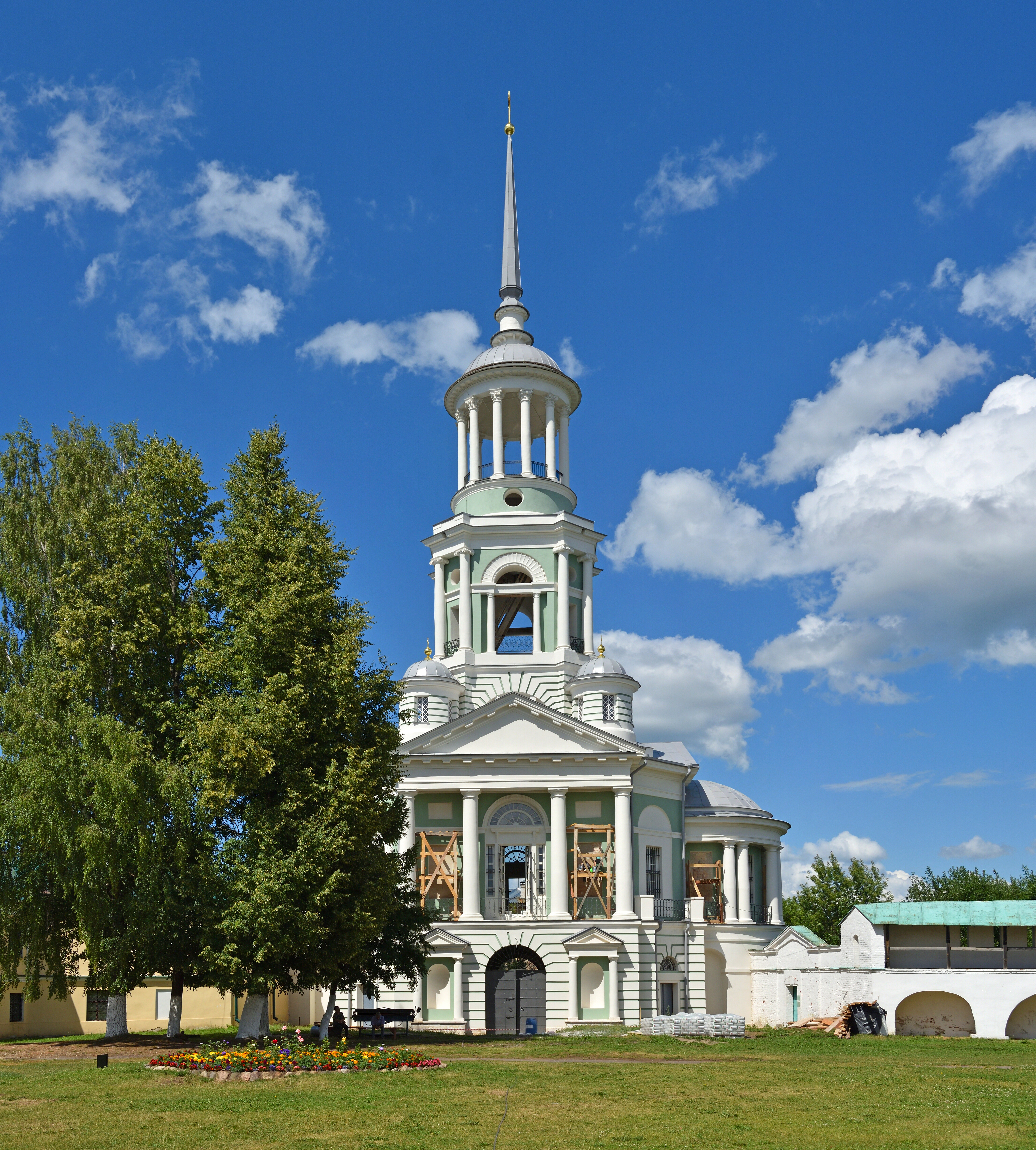
Торжок. Надвратная Спасская церковь-колокольня, 2022 год.

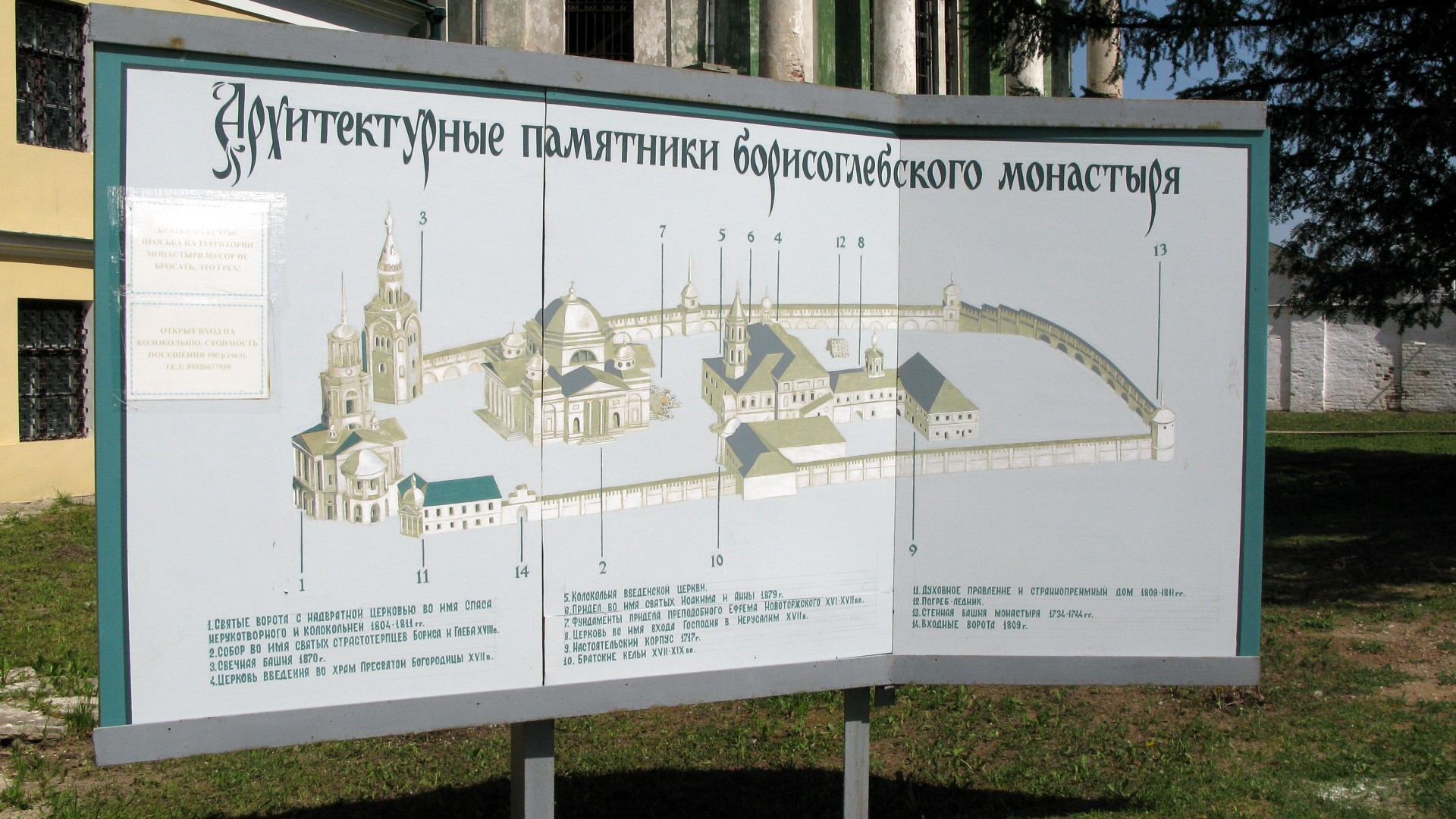
План у Борисоглебского монастыря. 2014.

Вопрос о времени основания монастыря остаётся открытым. Первое достоверное упоминание о нём относится к 1534 году.
В 1577 году, во время правления Ивана Грозного, к старому Борисоглебскому собору были пристроены два придела.
В 1607 году при взятии Торжка поляками собор сильно пострадал. Самая древняя, сохранившаяся до нашего времени, постройка монастыря — Введенская церковь, была построена в XVII веке на месте сожжённой поляками (вместе со всей братией и некоторыми жителями города) старой деревянной.
В 1717 году между настоятельскими корпусами приблизительно того же времени постройки была возведена церковь Входа Господня в Иерусалим, реставрированная в 1980-е годы. Большой урон монастырю нанёс пожар 1742 года.
Во второй половине XVIII века началось возрождение монастыря. До реформы 1764 года, за монастырём числилось 2232 душ крестьян и к нему были приписаны три монастыря — Рождественский, Богословский Удомельский и Семёновская пустынь, а после реформы принадлежал к 2 классу.
В 1785—1796 годах, по распоряжению императрицы Екатерины II, на месте старого Борисоглебского собора был возведён новый по проекту архитектора Николая Львова. 9 (20) июня 1785 года сама императрица положила первый камень в основание будущего обновлённого Борисоглебского собора, выделив на него деньги. На память о том событии Екатерине II вручили лопатку из серебра и золотой кирпичик, которые хранились в монастыре.
В 1804 году была заложена Спасская надвратная церковь-колокольня, проект которой, по мнению некоторых исследователей, был разработан тем же Львовым. Её строительство вёл архитектор Яков Ананьин. Привлекает внимание и необычная по форме Свечная башня в углу монастырской стены, противоположном колокольне. Её реставрация проводилась в 1970—1980-е годы.
После падения монархии монастырь в 1925 году был распущен: на его территории размещена тюрьма строгого режима, которая находилась там около 50 лет. После неё в монастыре разместился лечебно-трудовой профилакторий для алкоголиков, а с конца 1980 года — Всероссийский историко-этнографический музей. Руководство музея приложило немало усилий для начала реставрации архитектурного ансамбля, изуродованного тюрьмой.
В 1993 году в монастырь вернулись верующие — было принято решение о совместном использовании монастыря православной церковью и музеем. В 1995 году первые пять монахов поселились на территории монастыря. В том же году монастырь посетил Патриарх Московский и всея Руси Алексий II при праздновании 400-летия Нило-Столобенской пустыни.
24 июня 1998 года (в день памяти преподобного Ефрема) возобновилась литургическая жизнь в монастыре. С 2008 года монастырь входит в программу «Культура России», его постепенно восстанавливают. Для паломников, желающих посетить обитель, был открыт паломнический центр. 21 июля 2019 года монастырь посетил патриарх Кирилл. 29 сентября 2019 года митрополитом Саввой освящен крест для реставрируемой надвратной церкви. 26 декабря 2020 года митрополит Амвросий (Ермаков) совершил освящение Введенского храма.
Монастырь имеет несколько подворий — Спасо-Преображенский собор, храм в честь Климента, папы Римского.

## Архитектурный ансамбль

### Борисоглебский собор
В 1038 году был однопрестольным каменным храмом, в котором, под спудом, впоследствии были похоронены основатель монастыря и его ученик, в правой стороне западного угла паперти. В 1577 году справа к храму был пристроен придел в честь основателя монастыря, а в 1589 году был пристроен придел слева в честь Богоотец Иоакима и Анны. Размеры церкви с пристроенными приделами составляли: в длину 9 саженей и 2 аршина, в ширину 12 саженей и 1 аршин. На трех главах имелись железные кресты, причем крест главного престола отличался от остальных. Он был с подножием, херувимами и серафимами и был весь позолоченный.
В 1784 году собор, из-за ветхости, было решено разобрать, а на его месте построить новый. 11 (22) июля 1784 года из собора, на время строительства, в Введенскую церковь были перенесены мощи основателя монастыря. 16 (27) августа 1784 года был снят главный крест собора. В период с сентября по 20 ноября (1 декабря) 1784 года старый ветхий собор был разобран. В результате разбора, в столбе собора, были найдены священные сосуды и часть церковной утвари, на которых служил сам святой Ефрем. Иконостас был перенесен в церковь Входа Господня в Иерусалим в 1786 году. Часть икон из иконостаса была перенесена в Введенскую церковь, а другая часть продана в 1789 году за 400 рублей в село Есеновичи.
В период с 1785 по 1788 годы на строительство нового трехпрестольного собора было ассигновано 22 750 рублей от государства, а с учётом пожертвований сумма составила 50 000 рублей. Проект собора был разработан Н. А. Львовым, а строительство велось под руководством местного архитектора Ф. И. Буци. 37 икон на картоне для нового иконостаса были выполнены В. Л. Боровиковским в 1795 году за 1 600 рублей. Сам иконостас был выполнен в 1789 году из дерева, с резъбой, и покрыт чёрным золотом по периметру. Новый собор имел размеры: в длину и ширину по 14 саженей и 2 аршина, высоту до оконечности креста 14 саженей и 1,5 аршина. Престолы собора были освящены 11 (22) июня 1785 года, придел Иоакима и Анны был переосвящен в честь великомученицы Екатерины, а облачение для них было пожертвовано самой императрицей.
В 1839—1840 годах пол собора был заменен с чугунного на деревянный, обновлен иконостас, стены и колонны были отштукатурены под мрамор, добавлены каменные своды. Стоимость работ составила 15 000 рублей. 11 (23) июня 1841 года престолы в боковых приделах были освящены в честь Еврема (правый) и Аркадия (левый) Новоторжских. В 1876 году был установлен новый престол для главного придела собора, работы С. Ф. Верховцева. В 1892 году, на сумму 30 000 рублей, в соборе была обновлена штукатурка и лепнина, построены печи и новые окна и двери, внутри были установлены пять паникадил, произведена замена рам и роспись всего собора. Наблюдение за работами осуществлял местный архитектор В. И. Назарин. 2 (14) октября 1895 года состоялось освящение собора.

### Введенская церковь
Одноглавая каменная церковь была построена в 1620 году на месте старой деревянной, сожженой поляками в XVII веке. В 1833 году была произведена перепланировка. В 1879 году пристроен придел слева, в честь Богоотец Иоакима и Анны. Позднее построено новое крыльцо с летницей из тесаного камня, а в 1887 году позолочена глава и сделана печь для отопления.

### Церковь Входа Господня в Иерусалим
Построена из камня в 1717 году, без иконостаса. В 1786 году в неё был перенесен старый иконостас из Борисоглебского собора.

### Церковь Спаса Нерукотворного Образа с колокольней
Построена в период 1804—1811 годов на месте бывшей каменной церкви Воздвижения Креста Господня. Освящена 27 августа (8 сентября) 1811 года. Имеет трехъярусную колокольню, высотой 24 сажени, боевыми часами. Самый большой колокол весил 500 пудов.

### Корпуса
В 1717 году был построен двухэтажный корпус для настоятеля с железной крышей, размерами 11 саженей в длину и 6 саженей в ширину.
В 1818—1819 года построен двухэтажный корпус для братии с железной крышей, размерами 10 саженей в длину и 5,5 саженей в ширину.
В 1811 году построен двухэтажный флигель, рядом с колокольней, в котором на первом этаже находилась гостиница для паломников. 10 (22) сентября 1889 года на втором этаже была открыта церковно-приходская школа для детей. Рядом с корпусом настоятеля располагался флигель для монастырских служб.

### Башни
Находятся с северной и восточной сторон монастырской ограды. В Свечной башне находилась монастырская библиотека.

## Настоятели
- игумен Тихон (1534—1536)
- игумен Киприан (1537—1551)
- игумен Феофил (Стремоухов) 1551—1572[28]
- архимандрит Мисаил (1572—1588)
- архимандрит Иоаким (1589—1594)
- архимандрит Константин (1600—1609)
- архимандрит Иона (Волков) (1609—1634)
- архимандрит Евфимий (1637—1652)
- архимандрит Феодосий (1657—1660)
- архимандрит Кирилл (1662—февраль 1669)
- архимандрит Евстафий (20 августа 1669—1678)
- архимандрит Сергий (Велтахов) (1680—5 февраля 1682)
- архимандрит Тарасий (1682—декабрь 1695)
- архимандрит Варлаам (1696—1697)
- архимандрит Иона (1697—1700)
- архимандрит Евфимий (1697—1700)
- архимандрит Иоиль (Вязьмитин) (1700—1701)
- архимандрит Игнатий (1702)
- архимандрит Боголеп (1703—1704)
- архимандрит Герасим (1705—1712)
- архимандрит Исайя (1713—1717)
- архимандрит Никон (1719)
- архимандрит Макарий (1720—1725)
- архимандрит Варсонофий (1726—1734)
- архимандрит Иларион (1734—1735)
- архимандрит Викентий (1736—1744)
- архимандрит Адриан (1745—1756)
- архимандрит Наркисс (февраль 1758—5 сентября 1763)
- архимандрит Феофилакт (1763—1764)
- архимандрит Кирилл (Флоринский) (1765—13 января 1768)
- архимандрит Варлаам (Петров) (1768—5 октября 1768)
- архимандрит Феофилакт (1768—май 1775)
- архимандрит Стефан (май 1775—14 сентября 1776)
- архимандрит Иларион (Копьев) (1776—1777)
- архимандрит Палладий (1777—июль 1783)
- архимандрит Макарий (1783—июль 1791)
- архимандрит Мисаил (14 июля 1791—июль 1795)
- архимандрит Евгений (Романов) (июль 1795—13 января 1799)
- архимандрит Никанор (1800—1818)
- архимандрит Сергей (1819—1831)
- архимандрит Арсений (1831—1836)
- архимандрит Платон, (1837—1840)
- архимандрит Сергий (август 1840—1849)
- архимандрит Христофор (Эммаусский) (8 февраля 1849—25 марта 1850)
- архимандрит Анастасий (май 1850—1868)
- архимандрит Антоний (Диевский) (1864—1887)[29][30]
- архимандрит Макарий (Драницын) (19 августа 1887—25 октября 1897)[31]
- архимандрит Феофан (Предтеченский), (январь 1909-февраль 1913)[32][33].
- архимандрит Симон (Стефанов) (23 марта 1913—сентябрь 1918)
- архимандрит Феофил (Богоявленский) (1919—7 марта 1920)[34]
- архимандрит Иосаф (24 июня 1920—1921)
- архимандрит Александр (Торопов) (12 сентября 1929—23 июля 1932)
- игумен Вассиан (Кураев) (2 октября 1993 года[35]—31 марта 2009 года[36])
- архимандрит Даниил (Могутнов) (31 марта 2009 года—31 мая 2010 года[37])
- иеромонах Арсений (Леонов) (31 мая 2010 года—26 декабря 2019 года[38])
- архимандрит Амфилохий (Желябовский) (с 29 декабря 2022 года[39], исполняющий обязанности с 27 декабря 2019 года[40])

## Изображение монастыря на банкнотах, монетах и марках
|  |  |